# Тавшут
Тавшут (на арменски: Թավշուտ) е село и община в Армения, област Ширак. Според Националната статистическа служба на Армения през 2012 г. общината има 434 жители.

## Демография
Броят на населението в годините 1886 – 2004 е както следва: